# Al-Afdal Schahanschah
Al-Afdal Schahanschah ibn Badr al-Dschamali (arabisch الأفضل شاهنشاه بن بدر الجمالي, DMG al-Afḍal Šāhanšāh ibn Badr al-Ǧamālī, * um 1066 in Akkon; † 1121) war Wesir der Fatimiden von 1094 bis 1121.

## Regentschaft
Als Sohn von Badr al-Dschamali übernahm al-Afdal 1094 als Wesir die Regentschaft für die Kalifen der Fatimiden in Ägypten. Unter seiner Herrschaft wurde zunächst die Effizienz der Verwaltung erhöht, indem die militärische und zivile Verwaltung vereinigt wurden. Außerdem reformierte er das Münzwesen und die Steuer- und Finanzverwaltung. Durch all diese Maßnahmen dauerte die wirtschaftliche Erholung des Reiches an, womit das Reich der Fatimiden weiter stabilisiert werden konnte.
Allerdings führte al-Afdal eine Spaltung der Ismailiten herbei, als er nach dem Tod von al-Mustansir (1036–1094) statt des Thronfolgers Nizar dessen jüngeren Bruder al-Mustali (1094–1101) als Kalifen durchsetzte. Nizar wurde nach einer Revolte im Gefängnis getötet. Da bei den Fatimiden ein striktes Erstgeburtsrecht betreffs der Thronfolge bestand, kam es zur Abspaltung der Ismailiten in Persien und Syrien, aus der sich die Sekte der Nizariten/Assassinen entwickelte.

### Kampf gegen die Seldschuken
Zu jener Zeit waren die Fatimiden in Palästina von den Seldschuken zurückgedrängt worden. Al-Afdal gelang es durch den Ausbau der Flotte zunächst 1097 Askalon, Akkon, Tyros und Byblos und 1098 auch Jerusalem von den Seldschuken zurückzuerobern, die wiederhergestellte Kontrolle über Palästina währte aber nur vorübergehend, angesichts einer neuen Bedrohung: der Kreuzfahrer.

### Kampf gegen die Kreuzfahrer
Als das Heer des Ersten Kreuzzugs 1098 die Seldschuken in Antiochia belagerte, hielt al-Afdal sie für gewöhnliche byzantinische Söldner. Aus dieser Fehleinschätzung heraus hoffte er sie als natürliche Verbündete im Kampf gegen den gemeinsamen Feind, die Seldschuken, gewinnen zu können und schickte Gesandte zu ihnen, um ihnen eine Allianz anzubieten. Die Kreuzfahrer sollten nach der Vertreibung der Seldschuken Syrien, die Fatimiden Palästina erhalten. Da es für die Kreuzfahrer undenkbar war, auf ihr Ziel, die Stadt Jerusalem, zu verzichten, lehnten sie das Angebot zur Überraschung der Fatimiden höflich ab. 1099 marschierten sie dann von Antiochia südlich nach Palästina weiter um Jerusalem anzugreifen.
Als al-Afdal klar wurde, dass die Kreuzfahrer die Eroberung Palästinas beabsichtigten, stellte er in Ägypten ein großes Heer zusammen und marschierte damit von Kairo nach Palästina. Er kam aber zu spät um Jerusalem zu retten – die Stadt fiel am 15. Juli 1099. Al-Afdals Heer war deutlich größer als das der Kreuzfahrer, also plante er einen Gegenangriff auf Jerusalem. Als er am 12. August mit seinem Heer vor den Toren von Askalon lagerte, wurde er im Morgengrauen vom Kreuzfahrerheer überrascht und in der folgenden Schlacht von Askalon vernichtend geschlagen. Al-Afdal floh nach Askalon und von dort mit dem Schiff nach Ägypten. Die starke Festungsstadt Askalon hielt den Kreuzfahrern stand und sollte den Fatimiden als Basis für weitere Rückeroberungsversuche gegen das neu gegründete Königreich Jerusalem dienen.
Die von Askalon aus unternommenen Rückeroberungsversuche in den Jahren 1101, 1102, 1105 (siehe Schlacht von Ramla) blieben ohne Erfolg. Al-Afdals Versuche, sich 1105 mit den seldschukischen Statthaltern von Damaskus zu verbünden, scheiterten ebenfalls. So konnte er nicht verhindern, dass die Kreuzfahrer die fatimidischen Städte Jaffa (1100), Cäsarea, Haifa (1101), Akkon (1104), Tripolis (1109), Sidon und Beirut (1110) eroberten. Immerhin hielt Tyros 1112 einer Belagerung durch die Kreuzfahrer stand.

### Sturz
Während des Opferfestes 1121 wurde al-Afdal auf Betreiben des Kalifen al-Amir ermordet. Der Kalif übernahm nun selbst die Regierung, bis auch er 1130 ermordet wurde.
Dass das Amt des Wesirs ein einträgliches Geschäft war, zeigt der Bericht, dass zur Inventarisierung der Schätze und des Vermögens von al-Afdal Wochen benötigt wurden.
Al-Afdals Sohn Abu Ali Ahmad „Kutaifat“ konvertierte zur Zwölfer-Schia und übernahm 1130 die Alleinherrschaft in Ägypten, ist aber schon 1131 wie sein Vater einem Attentat zum Opfer gefallen.